# Лёгкая атлетика на летних Олимпийских играх 2024 — эстафета 4×400 метров (мужчины)
Соревнования в легкоатлетической эстафете 4×400 метров у мужчин на Олимпийских играх 2024 года прошли 9 и 10 августа в Париже (Франция) на «Стад де Франс».
Олимпийским чемпионом 2021 года в эстафете 4×400 метров являлась сборная США.
В финале в упорной борьбе американец Рай Бенджамин на финише опередил Летсиле Тебого из команды Ботсваны. Забег получился очень быстрым. США пробежали с олимпийским рекордом за 2:54.43, что всего на 0,14 сек медленнее мирового рекорда 31-летней давности. Это был второй результат в истории эстафеты 4×400 метров и лучший в XXI веке. Ботсвана отстала всего на 0,10 сек и установила рекорд Африки, это третий результат в истории эстафеты. Сборная Великобритании заняла третье место с рекордом Европы (2:55.83), этот результат также входит в топ-10 лучших в истории. Сборная Японии установила рекорд Азии (2:58.33), а команды Бельгии и ЮАР — национальные рекорды.

## Призёры
| Золото                                                                               | Серебро                                                                      | Бронза |
| США · Кристофер Бэйли · Вернон Норвуд · Брайс Дедмон · Рай Бенджамин · Куинси Уилсон | Ботсвана · Баяпо Ндори · Бусанг Кебинатшипи · Энтони Песела · Летсиле Тебого | Великобритания · Алекс Хейдок-Уилсон · Мэттью Хадсон-Смит · Льюис Дэйви · Чарли Добсон · Сэмюел Рирдон · Тоби Харрис |

Курсивом выделены участники, выступавшие только в предварительных забегах

## Рекорды
До начала соревнований действующими были следующие рекорды
| Мировой рекорд                 | США · Эндрю Валмон · Куинси Уоттс · Батч Рейнольдс · Майкл Джонсон              | 2:54.29 | Штутгарт (Германия) | 22 августа 1993 |
| Олимпийский рекорд             | США · Лашон Мерритт · Энджело Тейлор · Дэвид Невилл · Джереми Уоринер           | 2:55.39 | Пекин (Китай)       | 23 августа 2008 |
| Лучший результат сезона в мире | Университет Арканзаса Тиджей Томлянович Лэнс Лэнг Стивен Макэлрой Джеймс Бенсон | 2:58.83 | Юджин (США)         | 7 июня 2024     |

## Отбор на Олимпийские игры
Количество сборных, установленное World Athletics для этого вида — 16. Главным отборочным турниром стали соревнования «Всемирные эстафеты» — 2024, по итогам которых определились 14 команд-участниц Игр в Париже. Оставшиеся 2 места достались сборным, показавшим лучшие результаты в течение квалификационного периода (с 31 декабря 2022 года по 30 июня 2024 года).

## Расписание
| Дата            | Время | Раунд соревнований     |
| --------------- | ----- | ---------------------- |
| 9 августа 2024  | 11:05 | Предварительные забеги |
| 10 августа 2024 | 21:00 | Финал                  |

Время местное (UTC+2:00)

## Результаты
Обозначения: Q — Автоматическая квалификация | q — Квалификация по показанному результату | qR — Квалификация по решению судей | WR — Мировой рекорд | OR — Олимпийский рекорд | AR — Рекорд континента | NR — Национальный рекорд | WL — Лучший результат сезона в мире | SB — Лучший результат в сезоне | DNS — Не стартовали | DNF — Не финишировали | DQ — Дисквалифицированы

 Автоматическая квалификация  Квалификация по показанному результату

### Предварительные забеги
Квалификация: первые 3 команды в каждом забеге (Q) плюс 2 лучших по времени (q) проходили в финал.
| Место | Команда                                                                          | Забег | Результат | Примечания   |
| ----- | -------------------------------------------------------------------------------- | ----- | --------- | ------------ |
| 1     | Ботсвана (Летсиле Тебого, Бусанг Кебинатшипи, Энтони Песела, Баяпо Ндори)        | 1     | 2:57.76   | Q, SB        |
| 2     | Великобритания (Сэмюел Рирдон, Мэттью Хадсон-Смит, Тоби Харрис, Чарли Добсон)    | 1     | 2:58.88   | Q, SB        |
| 3     | США (Куинси Уилсон, Вернон Норвуд, Брайс Дедмон, Кристофер Бэйли)                | 1     | 2:59.15   | Q            |
| 4     | Япония (Юки Накадзима, Кайто Кавабата, Фуга Сато, Кэнтаро Сато)                  | 1     | 2:59.48   | q, NR        |
| 5     | Франция (Мухаммад Кунта, Жиль Бирон, Тео Андан, Фабрисио Саиди)                  | 2     | 2:59.53   | Q, SB        |
| 6     | Бельгия (Джонатан Сакур, Дилан Борле, Флоран Мабий, Кевин Борле)                 | 2     | 2:59.84   | Q, =SB       |
| 7     | Замбия (Патрик Ньямбе, Кеннеди Лучембе, Чанда Муленга, Музала Самуконга)         | 1     | 3:00.08   | q            |
| 8     | Италия (Лука Сито, Владимир Ачети, Алессандро Сибилио, Эдоардо Скотти)           | 2     | 3:00.26   | Q, SB        |
| 9     | Германия (Жан-Поль Бредау, Марк Кох, Мануэль Зандерс, Эмиль Агьекум)             | 1     | 3:00.29   | SB           |
| 10    | Индия (Мухаммед Анас Яхия, Мухаммед Вариятоди, Джейкоб Амодж, Раджеш Рамеш)      | 2     | 3:00.58   | SB           |
| 11    | Бразилия (Лукас Карвалью, Лукас Вилар, Дуглас Мендес, Матеус Лима)               | 2     | 3:00.95   | SB           |
| 12    | Польша (Максимилиан Швед, Кароль Залевский, Даниэль Солтысяк, Каетан Душиньский) | 1     | 3:01.21   | SB           |
| 13    | Испания (Иньяки Каньяль, Оскар Усильос, Давид Гарсия, Хулио Аренас)              | 2     | 3:01.60   |              |
| 14    | ЮАР (Гардео Айзекс, Закити Нене, Антони Нортье, Лите Пиллай)                     | 2     | 3:03.19   | qR           |
| 15    | Тринидад и Тобаго (Ренни Кво, Джерим Ричардс, Джейден Марчен, Шаким Маккей)      | 1     | 3:06.73   |              |
| 16 !  | Нигерия (Ифеаньи Оджели, Эзекиль Натаниэль, Дубем Амене, Чиди Окези)             | 2     | DQ        | TR17.2.3 [a] |

a  Дисквалификация в соответствии с правилом 17.2.3 «Несоблюдение беговых дорожек»

### Финал
Финал в эстафете 4×400 метров у мужчин состоялся 10 августа 2024 года.
| Место | Команда                                                                             | Результат | Примечания |
| ----- | ----------------------------------------------------------------------------------- | --------- | ---------- |
| 1     | США (Кристофер Бэйли, Вернон Норвуд, Брайс Дедмон, Рай Бенджамин)                   | 2:54.43   | OR, WL     |
| 2     | Ботсвана (Баяпо Ндори, Бусанг Кебинатшипи, Энтони Песела, Летсиле Тебого)           | 2:54.53   | AR         |
| 3     | Великобритания (Алекс Хейдок-Уилсон, Мэттью Хадсон-Смит, Льюис Дэйви, Чарли Добсон) | 2:55.83   | AR         |
| 4     | Бельгия (Джонатан Сакур, Дилан Борле, Кевин Борле, Флоран Мабий)                    | 2:57.75   | NR         |
| 5     | ЮАР (Гардео Айзекс, Закити Нене, Лите Пиллай, Антони Нортье)                        | 2:58.12   | NR         |
| 6     | Япония (Юки Накадзима, Кайто Кавабата, Фуга Сато, Кэнтаро Сато)                     | 2:58.33   | AR         |
| 7     | Италия (Лука Сито, Владимир Ачети, Эдоардо Скотти, Алессандро Сибилио)              | 2:59.72   | SB         |
| 8     | Замбия (Патрик Ньямбе, Кеннеди Лучембе, Чанда Муленга, Музала Самуконга)            | 3:02.76   |            |
| 9     | Франция (Мухаммад Кунта, Жиль Бирон, Тео Андан, Фабрисио Саиди)                     | 3:07.30   |            |